# Nesiotoniscus affinis
Nesiotoniscus affinis är en kräftdjursart som först beskrevs av Roberto Argano och Manicastri 1990.  Nesiotoniscus affinis ingår i släktet Nesiotoniscus och familjen Trichoniscidae. Inga underarter finns listade i Catalogue of Life.